# Dudu Nardini
Eduardo „Dudu“ Nardini (* 21. července 1997 Americana) je brazilský fotbalista, který hraje jako defenzivní záložník za rumunský klub Politehnica Iași, kam odešel jako volný hráč z Jablonce.
Má také italské občanství.

## Klubová kariéra
Před přestupem do Jablonce hrál na Kypru (Alki Oroklini, Othellos Athien), v Itálii (Este, Nereto, Rende) a Brazílii (Tupi).

### FK Jablonec
Do Jablonce přišel v červenci 2024. Ligový debut zaznamenal 20. července 2024 proti Mladé Boleslavi, odehrál čtyři minuty. Jediný ligový gól v dresu Jablonce vstřelil v listopadu proti Teplicím.